# 시바야마정
시바야마정(일본어: 芝山町 시바야마마치[*])은 일본 지바현 산부군의 정이다.

## 지리
나리타 국제공항의 남쪽에 위치하고, 일부 공항 부지가 정내에 걸쳐 있다. 시바야마정은 면적 대부분이 나리타 공항에 이착륙하는 항공기의 항로 바로 밑에 위치하여 항공기의 고도가 낮은 장소이기 때문에 나리타 공항 주변 시정촌 중에서도 가장 소음 피해가 큰 지역이다. 이런 이유로 나리타시에 이어 공항반대동맹의 활동 거점이 되어 있다.
정 전체가 구릉지대로 주민 중에는 농업 종사자가 많다.

## 역사
- 1889년 4월 1일 - 정촌제 시행과 함께 무샤군 후타카와촌과 지요다촌 등 2개 촌이 성립하였다.
- 1955년 7월 1일 - 산부군 후타카와촌과 지요다촌이 합병해 산부군 시바야마정이 탄생하였다.
- 1978년 5월 20일 - 신도쿄 국제공항(현 나리타 국제공항)이 개항하였다.

## 인구
| 연도 | 인구   | ±%     |
| ---- | ------ | ------ |
| 1920 | 8,506  | —      |
| 1930 | 8,840  | +3.9%  |
| 1940 | 9,150  | +3.5%  |
| 1950 | 11,002 | +20.2% |
| 1960 | 9,969  | −9.4%  |
| 1970 | 8,198  | −17.8% |
| 1980 | 7,971  | −2.8%  |
| 1990 | 8,347  | +4.7%  |
| 2000 | 8,401  | +0.6%  |
| 2010 | 7,922  | −5.7%  |

## 교통

### 공항
- 나리타 국제공항

### 철도
- 시바야마 철도 시바야마 철도선

### 도로
- 국도 296호선